# Tavola periodica degli elementi estesa
Attualmente ci sono 7 periodi nella tavola periodica degli elementi che terminano con il numero atomico 118. Se saranno scoperti ulteriori elementi con numero atomico maggiore, saranno posti in livelli aggiuntivi, posizionati (come gli elementi esistenti) in maniera tale da illustrare l'andamento ricorrente delle proprietà degli elementi. Ci si attende che eventuali ulteriori periodi contengano un numero maggiore di elementi rispetto al settimo periodo, in quanto si calcola che abbiano un ulteriore cosiddetto blocco g, contenente 18 elementi che riempiono parzialmente gli orbitali g in ogni periodo. Una tavola periodica con un ottavo periodo è stata proposta da Glenn Seaborg nel 1969.
Ancora non è stato scoperto o sintetizzato nessun elemento di questa regione. Il primo elemento ha numero atomico 121 con nome provvisorio unbiunio. Questi elementi dovrebbero essere molto instabili rispetto al decadimento radioattivo e avere un'emivita estremamente breve, sebbene si pensi che l'elemento 126 stia in un'isola di stabilità che è resistente alla fissione ma non al decadimento alfa. Non è chiaro quanti elementi oltre l'isola di stabilità siano fisicamente possibili, se il periodo 8 sia completo o se ci sia un periodo 9.
Secondo l'approssimazione orbitale nella descrizione quanto-meccanica della struttura atomica il blocco g corrisponderebbe agli elementi con un parziale riempimento degli orbitali g. Tuttavia, gli effetti dell'abbinamento spin-orbita riducono sostanzialmente la validità dell'approssimazione orbitale per gli elementi con numero atomico elevato.

## Tavola periodica estesa, incluso il blocco g
Non si sa quanto la tavola periodica potrebbe estendersi al di là dei 118 elementi conosciuti. Glenn Seaborg suggerì che l'elemento più elevato possibile potrebbe essere sotto Z=130. Tuttavia, se davvero esistono elementi superiori, è improbabile che possano essere assegnati in modo significativo alla tavola periodica approssimativamente al di sopra di Z=173, come discusso nelle sezioni seguenti. Questo diagramma perciò finisce con quel numero, senza con questo voler implicare che tutti quei 173 elementi siano effettivamente possibili, né che elementi più pesanti non siano possibili.
| Tavola periodica estesa |         |         |         |         |         |         |         |         |         |         |         |         |         |         |         |         |         |         |         |         |         |         |         |         |         |         |         |         |         |         |         |         |         |         |         |         |         |         |         |         |         |         |         |         |         |         |         |         |         |         |         |         |
| (Gli elementi superpesanti potrebbero non esistere. Nel caso in cui esistano, potrebbero non seguire l'ordine di questa tabella) |         |         |         |         |         |         |         |         |         |         |         |         |         |         |         |         |         |         |         |         |         |         |         |         |         |         |         |         |         |         |         |         |         |         |         |         |         |         |         |         |         |         |         |         |         |         |         |         |         |         |         |         |
| 1 | 1 H     |         |         |         |         |         |         |         |         |         |         |         |         |         |         |         |         |         |         |         |         |         |         |         |         |         |         |         |         |         |         |         |         |         |         |         |         |         |         |         |         |         |         |         |         |         |         |         |         |         |         | 2 He    |
| 2 | 3 Li    | 4 Be    |         |         |         |         |         |         |         |         |         |         |         |         |         |         |         |         |         |         |         |         |         |         |         |         |         |         |         |         |         |         |         |         |         |         |         |         |         |         |         |         |         |         |         |         | 5 B     | 6 C     | 7 N     | 8 O     | 9 F     | 10 Ne   |
| 3 | 11 Na   | 12 Mg   |         |         |         |         |         |         |         |         |         |         |         |         |         |         |         |         |         |         |         |         |         |         |         |         |         |         |         |         |         |         |         |         |         |         |         |         |         |         |         |         |         |         |         |         | 13 Al   | 14 Si   | 15 P    | 16 S    | 17 Cl   | 18 Ar   |
| 4 | 19 K    | 20 Ca   |         |         |         |         |         |         |         |         |         |         |         |         |         |         |         |         |         |         |         |         |         |         |         |         |         |         |         |         |         |         |         |         |         |         | 21 Sc   | 22 Ti   | 23 V    | 24 Cr   | 25 Mn   | 26 Fe   | 27 Co   | 28 Ni   | 29 Cu   | 30 Zn   | 31 Ga   | 32 Ge   | 33 As   | 34 Se   | 35 Br   | 36 Kr   |
| 5 | 37 Rb   | 38 Sr   |         |         |         |         |         |         |         |         |         |         |         |         |         |         |         |         |         |         |         |         |         |         |         |         |         |         |         |         |         |         |         |         |         |         | 39 Y    | 40 Zr   | 41 Nb   | 42 Mo   | 43 Tc   | 44 Ru   | 45 Rh   | 46 Pd   | 47 Ag   | 48 Cd   | 49 In   | 50 Sn   | 51 Sb   | 52 Te   | 53 I    | 54 Xe   |
| 6 | 55 Cs   | 56 Ba   |         |         |         |         |         |         |         |         |         |         |         |         |         |         |         |         |         |         |         |         | 57 La   | 58 Ce   | 59 Pr   | 60 Nd   | 61 Pm   | 62 Sm   | 63 Eu   | 64 Gd   | 65 Tb   | 66 Dy   | 67 Ho   | 68 Er   | 69 Tm   | 70 Yb   | 71 Lu   | 72 Hf   | 73 Ta   | 74 W    | 75 Re   | 76 Os   | 77 Ir   | 78 Pt   | 79 Au   | 80 Hg   | 81 Tl   | 82 Pb   | 83 Bi   | 84 Po   | 85 At   | 86 Rn   |
| 7 | 87 Fr   | 88 Ra   |         |         |         |         |         |         |         |         |         |         |         |         |         |         |         |         |         |         |         |         | 89 Ac   | 90 Th   | 91 Pa   | 92 U    | 93 Np   | 94 Pu   | 95 Am   | 96 Cm   | 97 Bk   | 98 Cf   | 99 Es   | 100 Fm  | 101 Md  | 102 No  | 103 Lr  | 104 Rf  | 105 Db  | 106 Sg  | 107 Bh  | 108 Hs  | 109 Mt  | 110 Ds  | 111 Rg  | 112 Cn  | 113 Nh  | 114 Fl  | 115 Mc  | 116 Lv  | 117 Ts  | 118 Og  |
| 8 | 119 Uue | 120 Ubn | 121 Ubu | 122 Ubb | 123 Ubt | 124 Ubq | 125 Ubp | 126 Ubh | 127 Ubs | 128 Ubo | 129 Ube | 130 Utn | 131 Utu | 132 Utb | 133 Utt | 134 Utq | 135 Utp | 136 Uth | 137 Uts | 138 Uto | 139 Ute | 140 Uqn | 141 Uqu | 142 Uqb | 143 Uqt | 144 Uqq | 145 Uqp | 146 Uqh | 147 Uqs | 148 Uqo | 149 Uqe | 150 Upn | 151 Upu | 152 Upb | 153 Upt | 154 Upq | 155 Upp | 156 Uph | 157 Ups | 158 Upo | 159 Upe | 160 Uhn | 161 Uhu | 162 Uhb | 163 Uht | 164 Uhq |         |         |         |         |         |         |
| 9 | 165 Uhp | 166 Uhh |         |         |         |         |         |         |         |         |         |         |         |         |         |         |         |         |         |         |         |         |         |         |         |         |         |         |         |         |         |         |         |         |         |         |         |         |         |         |         |         |         |         |         |         | 167 Uhs | 168 Uho | 169 Uhe | 170 Usn | 171 Usu | 172 Usb |
| 10 |         |         | 173 Ust |         |         |         |         |         |         |         |         |         |         |         |         |         |         |         |         |         |         |         |         |         |         |         |         |         |         |         |         |         |         |         |         |         |         |         |         |         |         |         |         |         |         |         |         |         |         |         |         |         |

| Blocchi della tavola periodica                                   |          |          |          |          |
| blocco s                                                         | blocco p | blocco d | blocco f | blocco g |
| Gli elementi previsti sono colorati con una sfumatura più chiara |          |          |          |          |
| blocco s                                                         | blocco p | blocco d | blocco f | blocco g |

Tutti questi ipotetici elementi non scoperti prendono il nome in base alla denominazione sistematica degli elementi della IUPAC che crea un nome generico per il suo utilizzo finché l'elemento non è stato scoperto, confermato e un nome ufficiale approvato.
Ad aprile del 2011, la sintesi è stata tentata soltanto per l'ununennio, l'unbinilio, l'unbibio, l'unbiquadio e l'unbihexio (Z = 119, 120, 122, 124 e 126).
Il posizionamento del blocco g nella tabella (a sinistra del blocco f, a destra o in mezzo) è congetturale. Le posizioni mostrate nella tabella di sopra corrispondono all'assunto che la regola di Madelung continuerà a valere per i numeri atomici più alti; questo assunto può o no essere vero. Nell'elemento 118, si assume che gli orbitali 1s, 2s, 2p, 3s, 3p, 3d, 4s, 4p, 4d, 4f, 5s, 5p, 5d, 5f, 6s, 6p, 6d, 7s e 7p siano riempiti, con gli orbitali rimanenti vuoti. Si predice che gli orbitali dell'ottavo periodo siano riempiti nell'ordine 8s, 5g, 6f, 7d, 8p. Tuttavia, approssimativamente dopo l'elemento 120, la prossimità dei gusci elettronici rende problematico il posizionamento in una semplice tabella.

## Il modello di Pyykkö
Non tutti i modelli mostrano gli elementi più pesanti che seguono lo schema stabilito da quelli più leggeri. Pekka Pyykkö, ad esempio, utilizzò il modellamento informatico per calcolare le posizioni degli elementi fino a Z=172, e scoprì che parecchi erano dislocati rispetto alla regola di ordinamento energetico di Madelung. Egli prevede che i gusci degli orbitali saranno riempiti in quest'ordine:
- 8s,
- 5g,
- i primi due spazi di 8p,
- 6f,
- 7d,
- 9s,
- i primi due spazi di 9p,
- il resto di 8p.

Suggerisce anche di dividere il periodo 8 in tre parti:
- 8a, che contiene 8s,
- 8b, che contiene i primi due elementi di 8p,
- 8c, che contiene 7d e il resto di 8p.[5]

| Modello di Pyykkö                      | Modello di Pyykkö | Modello di Pyykkö | Modello di Pyykkö | Modello di Pyykkö | Modello di Pyykkö | Modello di Pyykkö | Modello di Pyykkö | Modello di Pyykkö | Modello di Pyykkö | Modello di Pyykkö | Modello di Pyykkö | Modello di Pyykkö | Modello di Pyykkö | Modello di Pyykkö | Modello di Pyykkö | Modello di Pyykkö | Modello di Pyykkö | Modello di Pyykkö | Modello di Pyykkö | Modello di Pyykkö | Modello di Pyykkö | Modello di Pyykkö | Modello di Pyykkö | Modello di Pyykkö | Modello di Pyykkö | Modello di Pyykkö | Modello di Pyykkö | Modello di Pyykkö | Modello di Pyykkö | Modello di Pyykkö | Modello di Pyykkö | Modello di Pyykkö | Modello di Pyykkö | Modello di Pyykkö | Modello di Pyykkö | Modello di Pyykkö | Modello di Pyykkö | Modello di Pyykkö | Modello di Pyykkö | Modello di Pyykkö | Modello di Pyykkö | Modello di Pyykkö | Modello di Pyykkö | Modello di Pyykkö | Modello di Pyykkö | Modello di Pyykkö | Modello di Pyykkö | Modello di Pyykkö | Modello di Pyykkö | Modello di Pyykkö |
| -------------------------------------- | ----------------- | ----------------- | ----------------- | ----------------- | ----------------- | ----------------- | ----------------- | ----------------- | ----------------- | ----------------- | ----------------- | ----------------- | ----------------- | ----------------- | ----------------- | ----------------- | ----------------- | ----------------- | ----------------- | ----------------- | ----------------- | ----------------- | ----------------- | ----------------- | ----------------- | ----------------- | ----------------- | ----------------- | ----------------- | ----------------- | ----------------- | ----------------- | ----------------- | ----------------- | ----------------- | ----------------- | ----------------- | ----------------- | ----------------- | ----------------- | ----------------- | ----------------- | ----------------- | ----------------- | ----------------- | ----------------- | ----------------- | ----------------- | ----------------- | ----------------- |
| Gli elementi dislocati sono in neretto |                   |                   |                   |                   |                   |                   |                   |                   |                   |                   |                   |                   |                   |                   |                   |                   |                   |                   |                   |                   |                   |                   |                   |                   |                   |                   |                   |                   |                   |                   |                   |                   |                   |                   |                   |                   |                   |                   |                   |                   |                   |                   |                   |                   |                   |                   |                   |                   |                   |                   |
| 8                                      | 119 Uue           | 120 Ubn           | 121 Ubu           | 122 Ubb           | 123 Ubt           | 124 Ubq           | 125 Ubp           | 126 Ubh           | 127 Ubs           | 128 Ubo           | 129 Ube           | 130 Utn           | 131 Utu           | 132 Utb           | 133 Utt           | 134 Utq           | 135 Utp           | 136 Uth           | 137 Uts           | 138 Uto           | 141 Uqu           | 142 Uqb           | 143 Uqt           | 144 Uqq           | 145 Uqp           | 146 Uqh           | 147 Uqs           | 148 Uqo           | 149 Uqe           | 150 Upn           | 151 Upu           | 152 Upb           | 153 Upt           | 154 Upq           | 155 Upp           | 156 Uph           | 157 Ups           | 158 Upo           | 159 Upe           | 160 Uhn           | 161 Uhu           | 162 Uhb           | 163 Uht           | 164 Uhq           | 139 Ute           | 140 Uqn           | 169 Uhe           | 170 Usn           | 171 Usu           | 172 Usb           |
| 9                                      | 165 Uhp           | 166 Uhh           |                   |                   |                   |                   |                   |                   |                   |                   |                   |                   |                   |                   |                   |                   |                   |                   |                   |                   |                   |                   |                   |                   |                   |                   |                   |                   |                   |                   |                   |                   |                   |                   |                   |                   |                   |                   |                   |                   |                   |                   |                   |                   | 167 Uhs           | 168 Uho           |                   |                   |                   |                   |
|                                        | blocco s          | blocco s          | blocco g          | blocco g          | blocco g          | blocco g          | blocco g          | blocco g          | blocco g          | blocco g          | blocco g          | blocco g          | blocco g          | blocco g          | blocco g          | blocco g          | blocco g          | blocco g          | blocco g          | blocco g          | blocco f          | blocco f          | blocco f          | blocco f          | blocco f          | blocco f          | blocco f          | blocco f          | blocco f          | blocco f          | blocco f          | blocco f          | blocco f          | blocco f          | blocco d          | blocco d          | blocco d          | blocco d          | blocco d          | blocco d          | blocco d          | blocco d          | blocco d          | blocco d          | blocco p          | blocco p          | blocco p          | blocco p          | blocco p          | blocco p          |

## Fine della tavola periodica
Il numero di elementi fisicamente possibili è sconosciuto. C'è un limite teorico per gli atomi neutri a uno Z approssimativamente di 173, dopodiché sarebbe insensato assegnare gli elementi ai blocchi sulla base della configurazione elettronica. Tuttavia, è probabile che la tavola periodica finisca in realtà molto prima, probabilmente subito dopo l'isola di stabilità, che ci si aspetta si concentri intorno a Z = 126.
In aggiunta l'estensione della tavola periodica e di quella dei nuclidi è ristretta dalle linee di sgocciolamento protonico e neutronico.

### Fallimento del modello di Bohr
Il modello di Bohr mostra difficoltà per gli atomi con numero atomico maggiore di 137, perché la velocità di un elettrone in un orbitale elettronico 1s, v, è data da
{\displaystyle v=Z\alpha c\approx {\frac {Zc}{137{,}036}}}
dove Z è il numero atomico, e α è la costante di struttura fine, una misura della forza delle interazioni elettromagnetiche. In base a questa approssimazione, qualunque elemento con un numero atomico maggiore di 137 richiederebbe che gli elettroni 1s stessero viaggiando più rapidamente di c, la velocità della luce. Di conseguenza un modello non relativistico come il modello di Bohr è inadeguato per questi calcoli.

### L'equazione di Dirac
Anche l'equazione di Dirac semi-relativistica ha problemi per Z > 137, in quanto l'energia di stato fondamentale è
{\displaystyle E=m_{0}c^{2}{\sqrt {1-Z^{2}\alpha ^{2}}}}
dove m0 è la massa di quiete dell'elettrone. Per Z > 137, la funzione d'onda dello stato fondamentale di Dirac è oscillatoria, piuttosto che vincolata, e non c'è alcun divario tra gli spettri di energia positiva e negativa, come nel paradosso di Klein. Richard Feynman mise in evidenza questo effetto, perciò l'ultimo elemento atteso in base al modello di Feynman, il 137 (untriseptio), è talvolta chiamato feynmanio (simbolo: Fy).
Tuttavia, un calcolo realistico deve tenere conto dell'estensione finita della distribuzione delle cariche nucleari. Ciò produce come risultato uno Z critico di ≈ 173 (unsepttrio), affinché gli atomi neutri siano limitati agli elementi uguali o inferiori a questo. Gli elementi più alti potrebbero esistere solamente come ioni.